# يرمول
اليَرْمُول (الاسم العلمي:Ammospermophilus) هو جنس من الحيوانات يتبع فصيلة السنجابية من رتبة القوارض.

## أنواع
- يرمول هاريسي (الاسم العلمي:Ammospermophilus harrisii)
- يرمول جزيري (الاسم العلمي:Ammospermophilus insularis)
- يرمول متوسط (الاسم العلمي:Ammospermophilus interpres)
- يرمول أشعل (الاسم العلمي:Ammospermophilus leucurus)
- يرمول نلسوني (الاسم العلمي:Ammospermophilus nelsoni)